# فيليكس فيلدينغ
فيليكس فيلدينغ (بالإنجليزية: Felix Fielding)‏ (24 فبراير 1858 في المملكة المتحدة - 4 فبراير 1910 في المملكة المتحدة) هو لاعب كريكت بريطاني (وحمل سابقاً جنسية المملكة المتحدة لبريطانيا العظمى وأيرلندا). لعب مع نادي مقاطعة سري للكريكت ‏.

## وصلات خارجية
- فيليكس فيلدينغ على موقع إي آس بي آن كريك إنفو (الإنجليزية)